# Erich Lüddeckens
Erich Gottfried Leberecht Lüddeckens (* 15. Juni 1913 in Hirschberg im Riesengebirge; † 1. Juli 2004) war ein deutscher Ägyptologe. Sein Arbeitsgebiet war insbesondere das demotische und koptische Ägyptisch.

## Leben
Erich Lüddeckens wuchs in Berlin auf, wo er 1931 am Lessing-Gymnasium das Abitur ablegte. Anschließend studierte er an den Universitäten Berlin und München Ägyptologie, Alte Geschichte, Hebraistik, Klassische Philologie und Archäologie. Nach dem Studienabschluss 1935 war er bis 1943 wissenschaftlicher Mitarbeiter der Preußischen Akademie der Wissenschaften und arbeitete am Wörterbuch der ägyptischen Sprache. Er promovierte 1939 in Berlin, Thema seiner Dissertation waren Untersuchungen über religiösen Gehalt, Sprache und Form der Ägyptischen Totenklagen. Im Zweiten Weltkrieg diente er von 1939 bis 1945 als Soldat. 
Nach der Entlassung aus britischer Kriegsgefangenschaft studierte Lüddeckens evangelische Theologie und war nach dem 1947 in Eisenach abgelegten ersten theologischen Examen auch 1949–50 als Pfarrer im thüringischen Oberellen tätig. 1950 wechselte er an die Akademie der Wissenschaften und der Literatur Mainz, in deren Orientalischer Kommission er bis 1954 am Langzeitprojekt des Demotischen Namenbuchs arbeitete, ab 1952 hatte er außerdem einen Lehrauftrag an der Universität Mainz. Mit Untersuchungen zu den demotischen Eheverträgen habilitierte er sich 1953 bei Wolja Erichsen in Mainz für Ägyptologie. 
Anschließend lehrte Lüddeckens ab 1954 als Diätendozent am Seminar für Orientkunde der Universität Mainz, 1959 wurde er zum außerplanmäßigen Professor und 1962 zum Akademischen Rat ernannt. 1964 wurde er als ordentlicher Professor auf den neugegründeten Lehrstuhl für Ägyptologie an die Universität Würzburg berufen. Dieser wurde unter Lüddeckens ein führendes Zentrum für Demotistik. Er wurde 1981 emeritiert, sein Nachfolger auf dem Lehrstuhl war Karl-Theodor Zauzich.

## Schriften (Auswahl)
- Untersuchungen über religiösen Gehalt, Sprache und Form der ägyptischen Totenklagen (= Mitteilungen des Deutschen Instituts für Ägyptische Altertumskunde in Kairo. Band 11,1/2). Reichsverlagsamt, Berlin 1943, OCLC 918141813 (zugleich Dissertation, Berlin 1939).
- Ägyptische Eheverträge (= Ägyptologische Abhandlungen. Band 1). Harrassowitz, Wiesbaden 1960, OCLC 890111270 (zugleich Habilitationsschrift, Mainz 1953).
- P[apyrus] Wien D 10151. Eine neue Urkunde zum ägyptischen Pfründenhandel in der Perserzeit (= Nachrichten der Akademie der Wissenschaften in Göttingen, Philologisch-Historische Klasse. Jahrgang 1965, Nummer 5). Vandenhoeck und Ruprecht, Göttingen 1965, OCLC 906170822.
- als Herausgeber: Demotisches Namenbuch. Reichert, Wiesbaden, ISBN 3-89500-168-6.
  - Band 1,1. ʾEjswqrt - pʾj=s-nfr. 1986.
    - Lieferung 1, ISBN 3-88226-101-3.
    - Lieferung 2, ISBN 3-88226-120-X.
    - Lieferung 3, ISBN 3-88226-163-3.
    - Lieferung 4, ISBN 3-88226-195-1.
    - Lieferung 5, ISBN 3-88226-249-4.
    - Lieferung 6, ISBN 3-88226-288-5.

  - Band 1,2. Pʾpʿle - sn-snw. 1993.
    - Lieferung 7, ISBN 3-88226-412-8.
    - Lieferung 8, ISBN 3-88226-443-8.
    - Lieferung 9, ISBN 3-88226-489-6.
    - Lieferung 10, ISBN 3-88226-495-0.
    - Lieferung 11, ISBN 3-88226-559-0.
    - Lieferung 12, ISBN 3-88226-614-7.

  - Band 1,3. Sn.t-snw.t - ..?.., Namen-Indices, Nachträge. 2000.
    - Lieferung 13, ISBN 3-88226-834-4.
    - Lieferung 14, ISBN 3-88226-891-3.
    - Lieferung 15, ISBN 3-89500-058-2.
    - Lieferung 16, ISBN 3-89500-058-2.
    - Lieferung 17, ISBN 3-89500-167-8.
- als Herausgeber: Demotische Urkunden aus Hawara (= Verzeichnis der orientalischen Handschriften in Deutschland. Supplementband 28). Steiner, Stuttgart 1998, ISBN 3-515-05408-1.